# Академическая гребля на летних Олимпийских играх 2004 — двойки парные (мужчины)
Соревнования среди двоек парных по академической гребле среди мужчин на летних Олимпийских играх 2004 прошли с 14 по 21 августа в олимпийском центре академической гребли. В соревновании приняли участие 28 спортсменов из 14 стран.
Действующие олимпийские чемпионы из Словении Лука Шпик и Изток Чоп были близки к тому, чтобы защитить свой титул, но в финале соревнований уступили действующим чемпионам мира французским гребцам Себастьену Вьелльдену и Адриану Арди. Бронзовые медали завоевали представители Италии Россано Гальтаросса и Алессио Сартори.

## Призёры
| Золото                                      | Серебро                          | Бронза                                         |
| Франция · Себастьен Вьелльден · Адриан Арди | Словения · Лука Шпик · Изток Чоп | Италия · Россано Гальтаросса · Алессио Сартори |

## Рекорды
До начала летних Олимпийских игр 2004 года лучшее мировое и олимпийское время были следующими:
| Мировой рекорд     | Словения Лука Шпик, Изток Чоп        | 6:04,37 | Сент-Катаринс | 28 августа 1999 |
| Олимпийский рекорд | Норвегия · Альф Хансен, Франк Хансен | 6:12,48 | Монреаль      | 23 июля 1976    |

В полуфинальном заезде итальянский экипаж Россано Гальтаросса и Алессио Сартори смог превзойти результат 1976 года и установить новое лучшее олимпийское время.

## Результаты

### Предварительный этап
Первые три экипажа из каждого заезда напрямую проходили в полуфинал соревнований. Все остальные спортсмены попадали в отборочный этап, где были разыграны ещё три места в полуфиналах.

#### Заезд 1
| Место | Спортсмены                        | Страна    | Время   | Отставание | Примечания |
| ----- | --------------------------------- | --------- | ------- | ---------- | ---------- |
| 1     | Себастьен Вьелльден Адриен Арди   | Франция   | 6:45,76 | +0,00      | SF         |
| 2     | Милан Долечек Ондржей Сынек       | Чехия     | 6:50,67 | +4,91      | SF         |
| 3     | Брендан Лонг Питер Хардкасл       | Австралия | 6:52,34 | +6,58      | SF         |
| 4     | Рене Бертрам Кристиан Шрайбер     | Германия  | 6:58,22 | +12,46     | R          |
| 5     | Йосбель Мартинес Йоэннис Эрнандес | Куба      | 7:02,95 | +17,19     | R          |

#### Заезд 2
| Место | Спортсмены                          | Страна         | Время   | Отставание | Примечания |
| ----- | ----------------------------------- | -------------- | ------- | ---------- | ---------- |
| 1     | Россано Гальтаросса Алессио Сартори | Италия         | 6:40,82 | +0,00      | SF         |
| 2     | Мэттью Уэллс Мэтт Лэнгридж          | Великобритания | 6:48,13 | +7,31      | SF         |
| 3     | Акил Абдулла Генри Нузум            | США            | 6:52,34 | +11,52     | SF         |
| 4     | Михал Елиньский Адам Войцеховский   | Польша         | 7:00,38 | +19,56     | R          |
| 5     | Акош Халлер Габор Бенчик            | Венгрия        | 7:05,20 | +24,38     | R          |

#### Заезд 3
| Место | Спортсмены                            | Страна   | Время   | Отставание | Примечания |
| ----- | ------------------------------------- | -------- | ------- | ---------- | ---------- |
| 1     | Лука Шпик Изток Чоп                   | Словения | 6:45,26 | +0,00      | SF         |
| 2     | Нильс-Торольв Симонсен Мортен Адамсен | Норвегия | 6:49,90 | +4,64      | SF         |
| 3     | Леонид Гулов Тыну Эндрексон           | Эстония  | 6:58,80 | +13,54     | SF         |
| 4     | Кястутис Кяблис Эйнарас Шяудвитис     | Литва    | 7:07,13 | +21,87     | R          |

### Отборочный этап
Первые три экипажа проходили в полуфинал соревнований. Гребцы, пришедшие к финишу, последними выбывали из борьбы за медали и занимали итоговые 13-е и 14-е места.
| Место | Спортсмены                        | Страна   | Время   | Отставание | Примечания |
| ----- | --------------------------------- | -------- | ------- | ---------- | ---------- |
| 1     | Акош Халлер Габор Бенчик          | Венгрия  | 6:15,60 | +0,00      | SF         |
| 2     | Йосбель Мартинес Йоэннис Эрнандес | Куба     | 6:16,38 | +0,78      | SF         |
| 3     | Рене Бертрам Кристиан Шрайбер     | Германия | 6:16,94 | +1,34      | SF         |
| 4     | Михал Елиньский Адам Войцеховский | Польша   | 6:17,51 | +1,91      |            |
| 5     | Кястутис Кяблис Эйнарас Шяудвитис | Литва    | 6:24,56 | +8,96      |            |

### Полуфиналы
По регламенту соревнований первые три экипажа из каждого заезда проходили в финал A, а остальные спортсмены попадали в финал B, где разыгрывали места с 7-го по 12-е. Однако, по итогам первого заезда в финал вышло сразу 4 лодки, поскольку экипажи из США и Норвегии разделили третье место, показав абсолютно одинаковое время.

#### Заезд 1
| Место | Спортсмены                            | Страна    | Время      | Отставание | Примечания |
| ----- | ------------------------------------- | --------- | ---------- | ---------- | ---------- |
| 1     | Россано Гальтаросса Алессио Сартори   | Италия    | 6:11,49 OB | +0,00      | FA         |
| 2     | Себастьен Вьелльден Адриен Арди       | Франция   | 6:12,40    | +0,91      | FA         |
| 3     | Акил Абдулла Генри Нузум              | США       | 6:14,69    | +3,20      | FA         |
| 3     | Нильс-Торольв Симонсен Мортен Адамсен | Норвегия  | 6:14,69    | +3,20      | FA         |
| 5     | Рене Бертрам Кристиан Шрайбер         | Германия  | 6:20,70    | +9,21      | FB         |
| 6     | Брендан Лонг Питер Хардкасл           | Австралия | 6:22,69    | +11,20     | FB         |

#### Заезд 2
| Место | Спортсмены                        | Страна         | Время   | Отставание | Примечания |
| ----- | --------------------------------- | -------------- | ------- | ---------- | ---------- |
| 1     | Лука Шпик Изток Чоп               | Словения       | 6:11,96 | +0,00      | FA         |
| 2     | Леонид Гулов Тыну Эндрексон       | Эстония        | 6:12,80 | +0,84      | FA         |
| 3     | Милан Долечек Ондржей Сынек       | Чехия          | 6:13,65 | +1,69      | FA         |
| 4     | Мэттью Уэллс Мэтт Лэнгридж        | Великобритания | 6:13,71 | +1,75      | FB         |
| 5     | Акош Халлер Габор Бенчик          | Венгрия        | 6:23,81 | +11,85     | FB         |
| 6     | Йосбель Мартинес Йоэннис Эрнандес | Куба           | 6:24,54 | +12,58     | FB         |

### Финалы

#### Финал B
| Место | Спортсмен                         | Страна         | Время   | Отставание | Итоговое место |
| ----- | --------------------------------- | -------------- | ------- | ---------- | -------------- |
| 1     | Мэттью Уэллс Мэтт Лэнгридж        | Великобритания | 6:14,40 | +0,00      | 8              |
| 2     | Рене Бертрам Кристиан Шрайбер     | Германия       | 6:14,97 | +0,57      | 9              |
| 3     | Йосбель Мартинес Йоэннис Эрнандес | Куба           | 6:15,37 | +0,97      | 10             |
| 4     | Акош Халлер Габор Бенчик          | Венгрия        | 6:15,39 | +0,99      | 11             |
| 5     | Брендан Лонг Питер Хардкасл       | Австралия      | 6:22,57 | +8,17      | 12             |

#### Финал A
Основными фаворитами финального заезда в двойках парных у мужчин считались олимпийские чемпионы 2000 года из Словении Лука Шпик и Изток Чоп, действующие чемпионы мира из Франции Себастьен Вьелльден и Адриен Арди и чемпионы Олимпийских игр 2000 года в четвёрках парных итальянцы Россано Гальтаросса и Алессио Сартори. Именно эти три экипажа становилиь победителями своих заездов на предварительном этапе и в полуфинале, причём итальянский экипаж выиграл полуфинальный заезд с новым лучшим олимпийским временем, превзойдя результат братьев Хансенов, установленный ещё в 1976 году.
Впервые за долгое время в финальном заезде выступили сразу 7 экипажей. Со старта заезда в лидеры выбились итальянцы Гальтаросса и Сартори, опережавшие на отметке 500 метров французских и словенских гребцов более чем на секунду. К середине дистанции итальянские спортсмены упрочили своё преимущество, опережая идущих вторыми Вьелльдена и Арди уже на 1,72 с. Лучший же результат на второй четверти дистанции показали американские гребцы Акил Абдулла и Генри Нузум, которые после 500 метров проигрывали итальянцам почти 9 секунд. На второй половине дистанции сборные Франции и Словении стали наращивать темп и за 500 метров до финиша уступали итальянцам всего 0,37 и 0,7 секунд соответственно. На заключительном отрезке итальянский экипаж показал худшее время среди всех участников финала, уступив французам на этом участке 4,3 секунды и смог завоевать лишь бронзовые награды. Обладателями золотых медалей стали Себастьен Вьелльден и Адриен Арди, опередившие на финише серебряных призёров сборную Словении на 2,72 с.
| Место | Спортсмен                             | Страна   | Время   | Отставание |
| ----- | ------------------------------------- | -------- | ------- | ---------- |
| 1     | Себастьен Вьелльден Адриен Арди       | Франция  | 6:29,00 | +0,00      |
| 2     | Лука Шпик Изток Чоп                   | Словения | 6:31,72 | +2,72      |
| 3     | Россано Гальтаросса Алессио Сартори   | Италия   | 6:32,93 | +3,93      |
| 4     | Леонид Гулов Тыну Эндрексон           | Эстония  | 6:35,30 | +6,30      |
| 5     | Милан Долечек Ондржей Сынек           | Чехия    | 6:35,81 | +6,81      |
| 6     | Акил Абдулла Генри Нузум              | США      | 6:36,86 | +7,86      |
| 7     | Нильс-Торольв Симонсен Мортен Адамсен | Норвегия | 6:37,25 | +8,25      |